# 釜戸駅
釜戸駅（かまどえき）は、岐阜県瑞浪市釜戸町東大島にある、東海旅客鉄道（JR東海）中央本線の駅である。駅番号はCF15。
運行形態の詳細は「中央線 (名古屋地区)」を参照。

## 歴史
- 1902年（明治35年）12月21日：官設鉄道 多治見 - 中津（現在の中津川）間開通と同時に当時の土岐郡余戸村で開業[1][3]。一般駅[2]。
- 1909年（明治42年）10月12日：線路名称制定。中央西線の所属となる。
- 1911年（明治44年）5月1日：線路名称改定。当駅を含む中央西線が中央本線に編入される[4]。
- 1921年（大正10年）7月1日：土岐郡余戸村分村により当駅は土岐郡釜戸村となる。
- 1954年（昭和29年）4月1日：土岐郡釜戸村を含む合併により瑞浪市が誕生する。
- 1973年（昭和48年）10月1日：専用線発着を除く貨物の取扱いを廃止[2]。
- 1984年（昭和59年）
  - 1月10日：貨物の取扱いを全廃[2]。
  - 2月1日：荷物の取扱いを廃止[2]。
- 1987年（昭和62年）4月1日：国鉄分割民営化により、東海旅客鉄道の駅となる[2][5]。
- 2006年（平成18年）11月25日：ICカード「TOICA」の利用が可能となる。

## 駅構造
単式ホーム1面1線と島式ホーム1面2線を持つ地上駅。1・3番線が本線、2番線が副本線となっている。2016年（平成28年）3月改正ダイヤの時点では、深夜の上り普通列車1本が特急通過待ちのために2番線を使用する。2024年（令和6年）3月改正ダイヤの時点では、2番線を使用する営業列車は上下ともに存在しない。この他にも数本の側線が引かれている。
多治見駅管理の簡易委託駅。開業時からの駅舎は構内東側、単式ホーム（1番線）に隣接して置かれている。自動改札機はないが、簡易TOICA改札機が設置されている。駅本屋は中央本線最古のものである。

### のりば
| 番線 | 路線        | 方向 | 行先               | 備考                               |
| ---- | ----------- | ---- | ------------------ | ---------------------------------- |
| 1    | CF 中央本線 | 上り | 多治見・名古屋方面 |                                    |
| 2    | CF 中央本線 | 上り | 多治見・名古屋方面 | 待避列車のみ。現在は使用していない |
| 3    | CF 中央本線 | 下り | 中津川・長野方面   |                                    |

かつては駅構内北側に住友セメント釜戸サービスステーションがあり、施設への専用線が敷設されていた。
1968年（昭和43年）10月1日から1991年（平成3年）3月15日までは名古屋駅からは当駅止まりの普通列車も多数設定されていた。1977年（昭和52年）3月11日から1999年（平成11年）12月2日まで走っていた103系、その前任で東京地区や大阪地区からの転入車両だった72系（1977年4月13日に運用撤退）はともに次の武並駅との間にある急勾配を走れなかったからである。1999年12月3日以降、釜戸駅止まりの定期列車は消滅している。

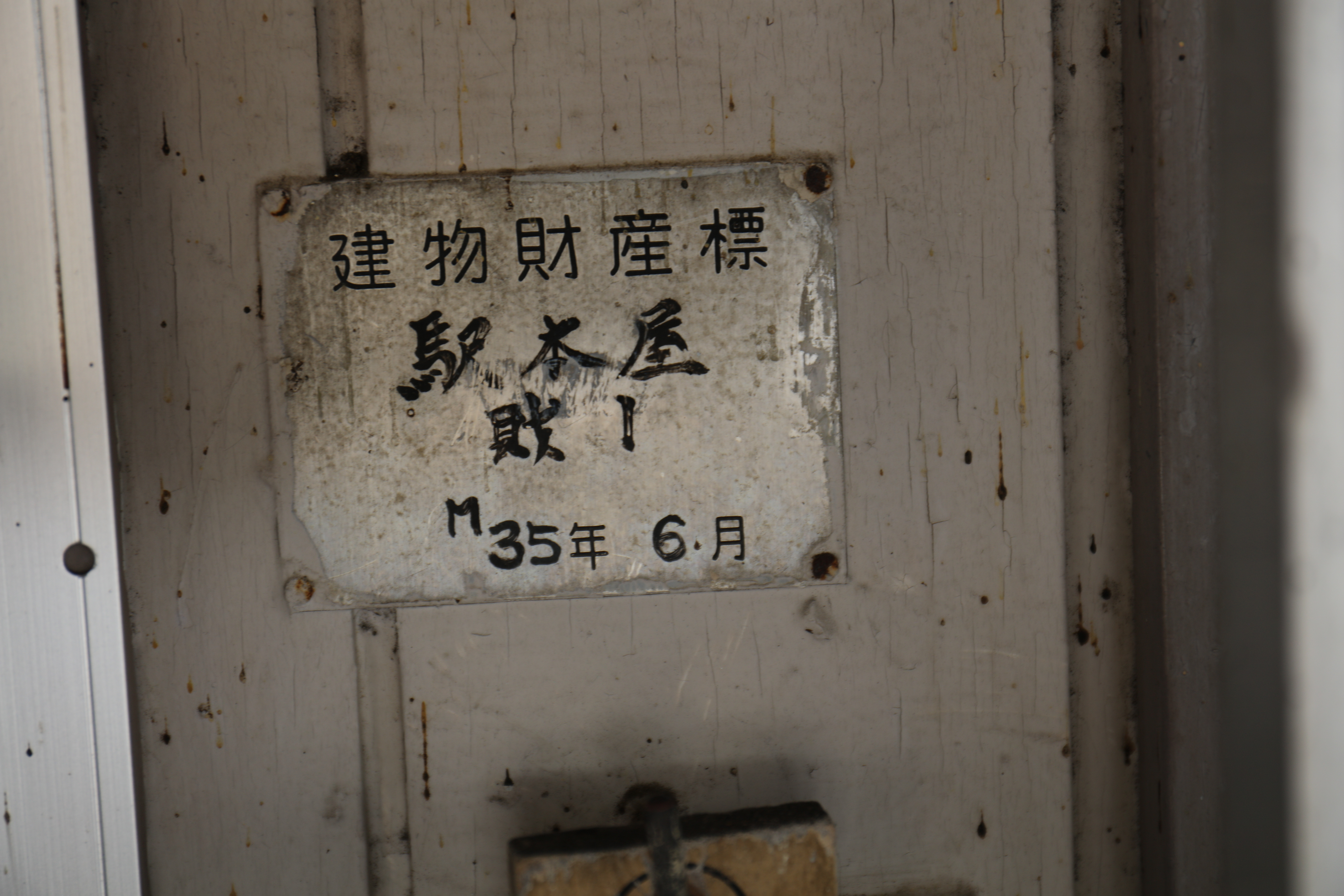
駅本屋の建物財産標
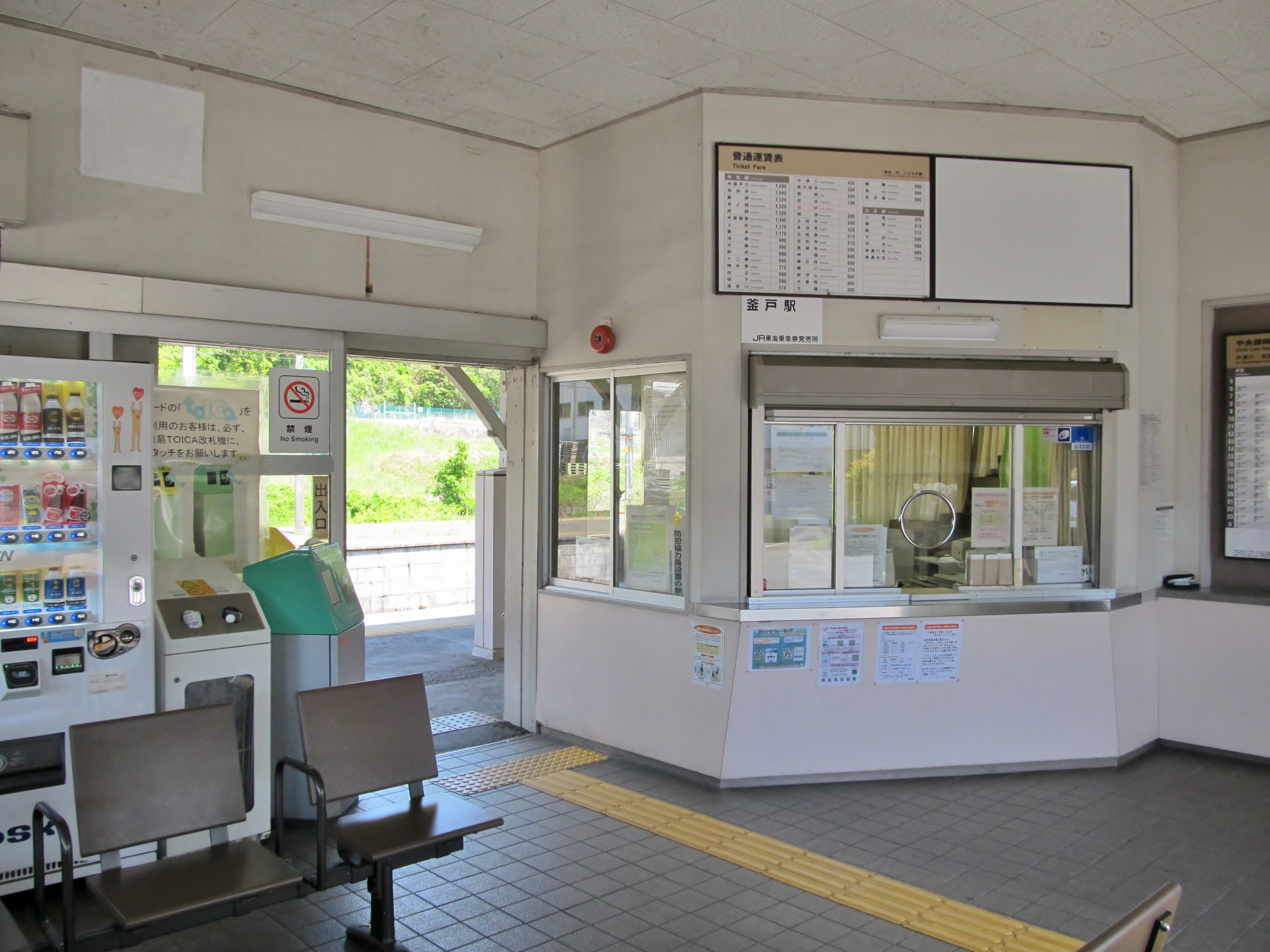
改札口
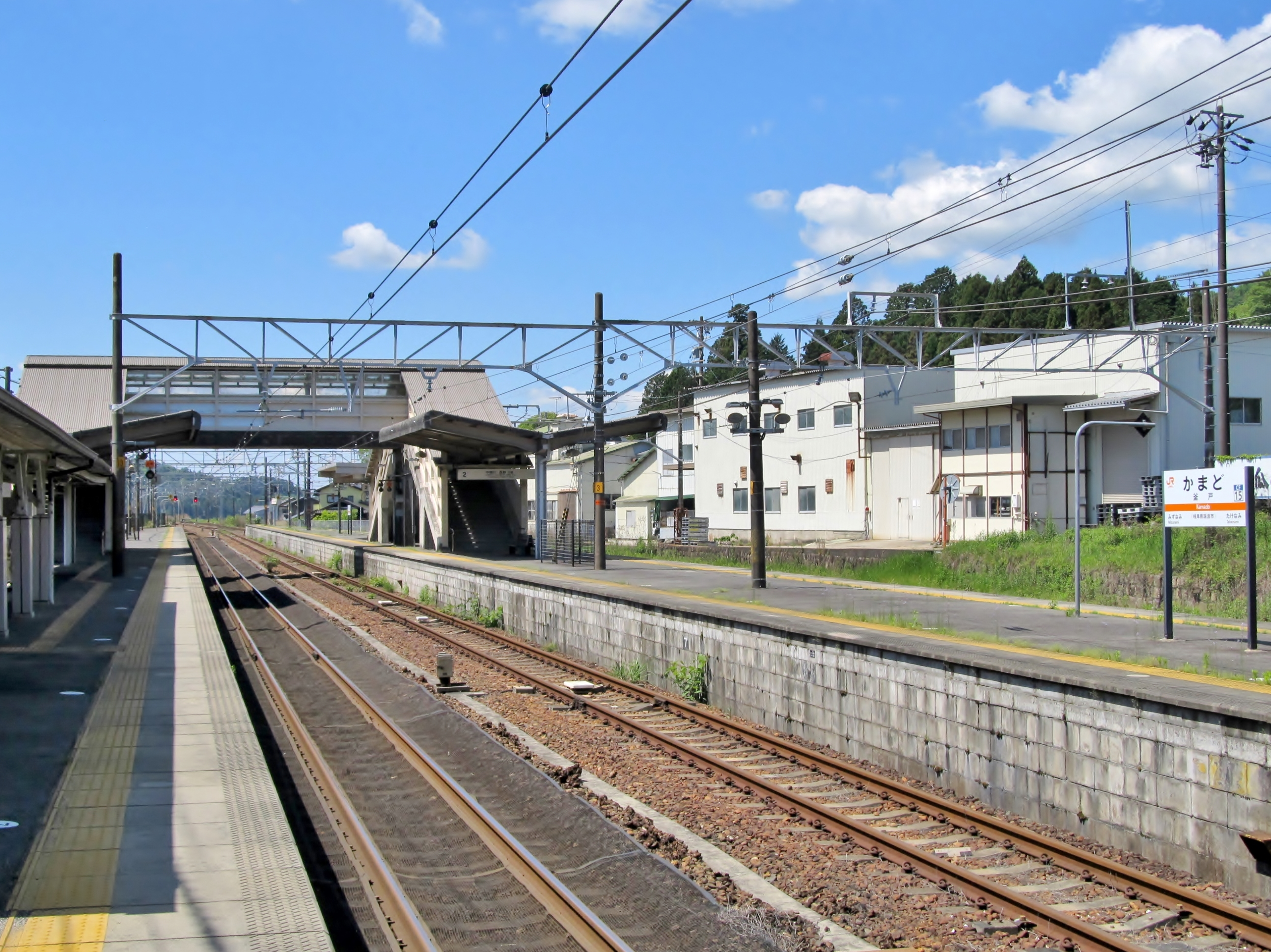
ホーム
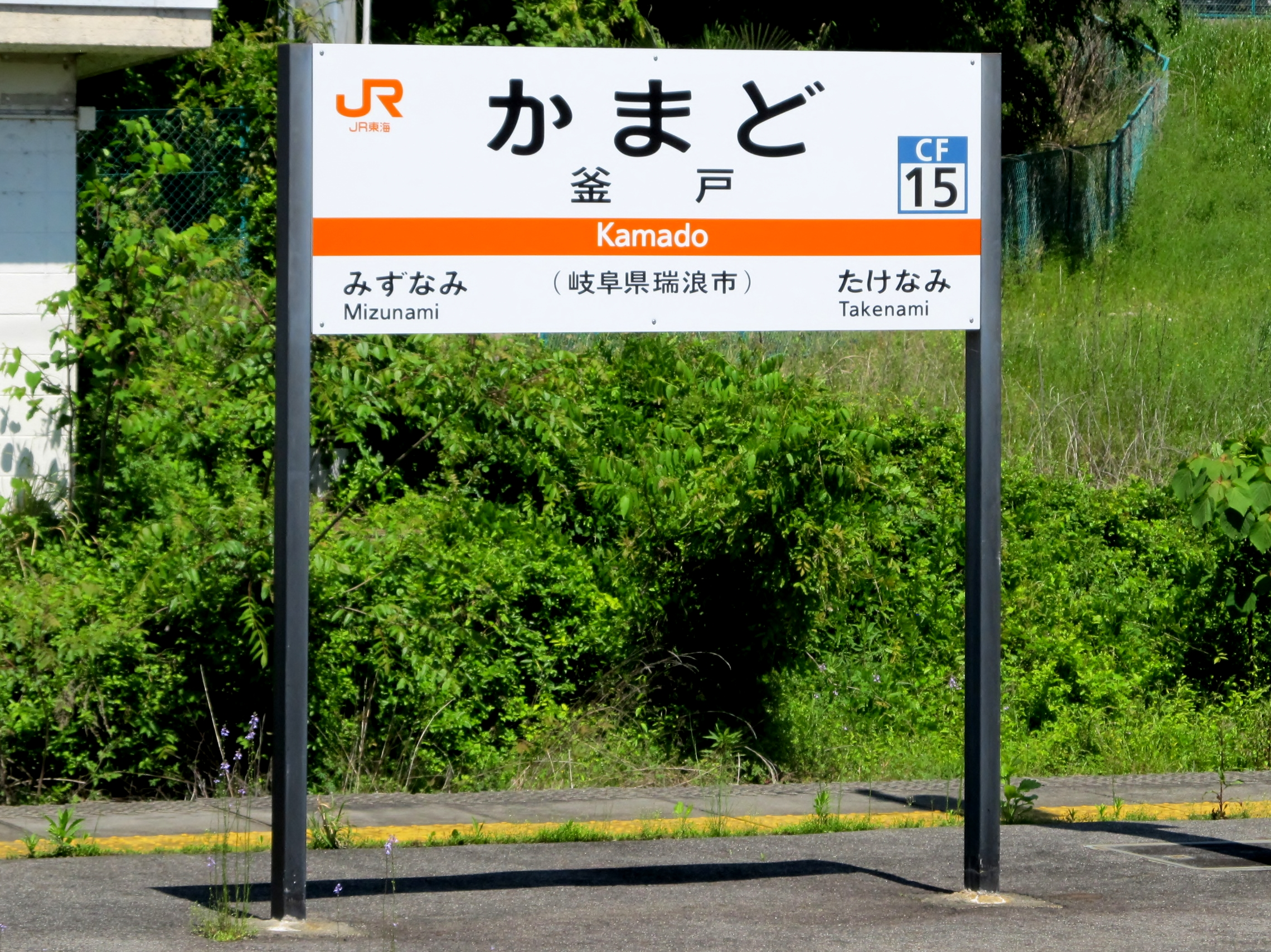
駅名標

## 利用状況
「岐阜県統計書」によると、当駅の一日平均乗車人員は以下の通り推移している。
- 2007年度 - 417人
- 2008年度 - 394人
- 2009年度 - 371人
- 2010年度 - 357人
- 2011年度 - 348人
- 2012年度 - 336人
- 2013年度 - 326人
- 2014年度 - 302人
- 2015年度 - 294人
- 2016年度 - 293人
- 2017年度 - 285人
- 2018年度 - 283人

## 駅周辺
釜戸の市街地の北東の端に位置する。
- 中山道大湫宿[1]
- 竜吟の滝[1]
- 白狐温泉[1]
- 釜戸温泉[1]
- 瑞浪市役所釜戸コミュニティーセンター（釜戸公民館）
- 東濃信用金庫 釜戸支店
- 瑞浪市立釜戸小学校
- 国道19号
- 岐阜県道65号
- 岐阜県道421号
- 下街道
- 瑞浪市コミュニティバス（運行委託先は平和コーポレーション）
  - 釜戸＝大湫線
  - 釜戸＝平山線

## 隣の駅
東海旅客鉄道（JR東海）
CF 中央本線
■快速・■区間快速・■普通
武並駅 (CF16) - 釜戸駅 (CF15) - 瑞浪駅 (CF14)